# Linienbus

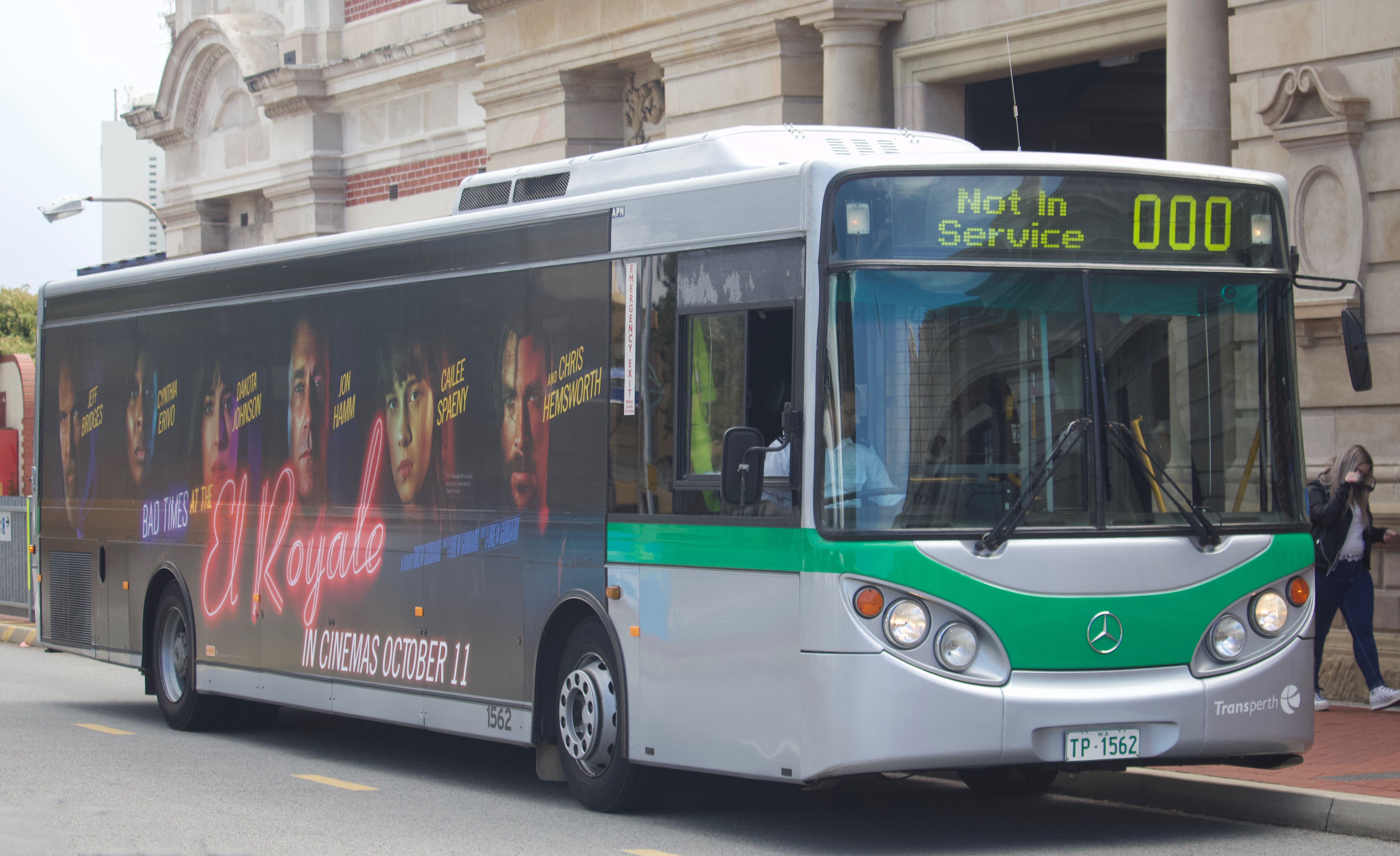
Ein öffentlicher Linienbus in Perth kündigt mit „Dienstfahrt“ eine Leerfahrt an.

Als Linienbus wird im Personenverkehr ein Omnibus bezeichnet, der im Linienverkehr unterwegs ist. Gegensatz ist der Charterbus.
Auch bei Bussen wird – wie bei den meisten Transportmitteln – zwischen Linienverkehr und Charterverkehr unterschieden.

## Allgemeines
Linienverkehr ist gemäß § 42 PBefG „eine zwischen bestimmten Ausgangs- und Endpunkten eingerichtete regelmäßige Verkehrsverbindung, auf der Fahrgäste an bestimmten Haltestellen ein- und aussteigen können. Er setzt nicht voraus, dass ein Fahrplan mit bestimmten Abfahrts- und Ankunftszeiten besteht oder Zwischenhaltestellen eingerichtet sind.“ Der Personenverkehr mit Bussen erlaubt die Mitnahme von leichtem Gepäck, beruht im Regelfall jedoch auf Fahrplänen.

## Arten
Unterschieden wird bei Linienbussen wie folgt:
| Verkehrsart | Verkehrsträger | Beispiele                                                    |
| ----------- | -------------- | ------------------------------------------------------------ |
| Nahverkehr  | ÖPNV           | Stadtbusse, Ortsbusse, Quartierbuslinien: Minibus, Midibus   |
| Fernverkehr | Fernbusverkehr | Fernbusse von FlixBus, Greyhound Deutsche Touring, Eurolines |

Im Nahverkehr werden Pendlerfahrten und Schülerfahrten als besonderer Reisezweck angeboten. Es besteht Beförderungspflicht und Betriebspflicht. Im Fernverkehr wird auch von Überlandbussens gesprochen.
In Flächenstaaten wie beispielsweise den USA legen die Fernbusse große Entfernungen zurück. Eine der größten und bekanntesten Überlandbusgesellschaften ist Greyhound, die mit über 1700 Destinationen einziger Anbieter mit einem bundesweiten Netz ist. Längste Greyhound-Strecke ist mit 5235 km (3328 mi) die Destination New York City nach San Francisco (über Pittsburgh, Salt Lake City, Denver).

## Rekorde
Die längste Buslinie der Welt verläuft von Caracas in Venezuela über 9660 km bis nach Buenos Aires in Argentinien, durch Kolumbien, Ecuador, Peru, Bolivien und Chile. Betreiber ist das Unternehmen Expreso Internacional Ormeño aus Lima (Peru). Seit Januar 2016 verkehrt auf der BR-364 zwischen São Paulo bzw. Rio de Janeiro und Lima die mit 6200 km zweit längste Buslinie der Welt; eine Fahrt zwischen den beiden Städten dauert 102 Stunden. Sie wird vom selben peruanischen Busunternehmen durchgeführt.

## Charterbus
Der Charterverkehr ist allgemein eine Form des Gelegenheitsverkehrs (§ 46 Abs. 2 PBefG; Bedarfsverkehr), der nur bei entsprechender Nachfrage durchgeführt wird. Hierzu gehören der Anrufbus, Bus-auf-Knopfdruck (Postbus) oder auch Radiobus (Mailand), Publicar (Schweiz) oder z. B. der Belbus (Niederlande/Belgien; niederländisch bellen „anrufen“).
Typischer Charterbusverkehr sind Ausflugsfahrten und Ferienziel-Reisen (§ 48 PBefG) wie die Kaffeefahrten oder Städtereisen.

## Wirtschaftliche Aspekte
Der Linienbusverkehr ist ein Teilmarkt des Verkehrsmarktes. Dort steht er in Substitutionskonkurrenz zu anderen Verkehrsträgern, die Linienverkehr für dieselben Destinationen anbieten. Dies sind im Schienenverkehr z. B. Straßenbahn, Stadtbahn, U-Bahn oder Eisenbahn, in der Schifffahrt die Linienschifffahrt wie Fähren und im Luftverkehr der Linienflug. Die Wahl des Verkehrsträgers hängt von den Präferenzen des Nachfragers (wie Fahrtzeit/Flugzeit, Zahlungsbereitschaft für bestimmte Tarife oder Zuverlässigkeit) ab.
Ist die Zahl der Fahrgäste zu gering, darf die Busfahrt im Charterverkehr gemäß Beförderungsbedingungen abgesagt werden. Dagegen verpflichtet sich ein Verkehrsunternehmen, der sich für Linienverkehr entscheidet, in der jeweiligen Planungsperiode unabhängig von der tatsächlich aufkommenden Nachfrage die im Fahrplan angekündigten Fahrten durchzuführen, selbst wenn aktuell keiner mitfahren will.